# Дибровка (Хмельницкая область)
Дибровка (укр. Дібрівка) — село в Изяславском районе Хмельницкой области Украины.
Население по переписи 2001 года составляло 118 человек. Почтовый индекс — 30340. Телефонный код — 3852. Занимает площадь 0,347 км².
К востоку от села на правом берегу Горыни находится городище древнерусской Гнойницы, упомянутой в летописи под 1152 годом.

## Местный совет
30340, Хмельницкая обл., Изяславский р-н, с. Завадинцы, ул. Гагарина, 1